# Katarzyna Woźniak
Katarzyna Bronisława Woźniak (Varsavia, 5 ottobre 1989) è una pattinatrice di velocità su ghiaccio polacca.

## Palmarès

### Olimpiadi
- 2 medaglie:
  - 1 argento (inseguimento a squadre a Soči 2014);
  - 1 bronzo (inseguimento a squadre a Vancouver 2010).

### Campionati mondiali su distanza singola
- 1 medaglia:
  - 1 bronzo (inseguimento a squadre a Heerenveen 2012).

### Campionati mondiali juniores
- 1 medaglia:
  - 1 bronzo (Zakopane 2009).

### Coppa del Mondo
- 3 podi (tutti nell'inseguimento a squadre):
  - 1 secondo posto;
  - 2 terzi posti.